# Portal Tomb von Carnaghan

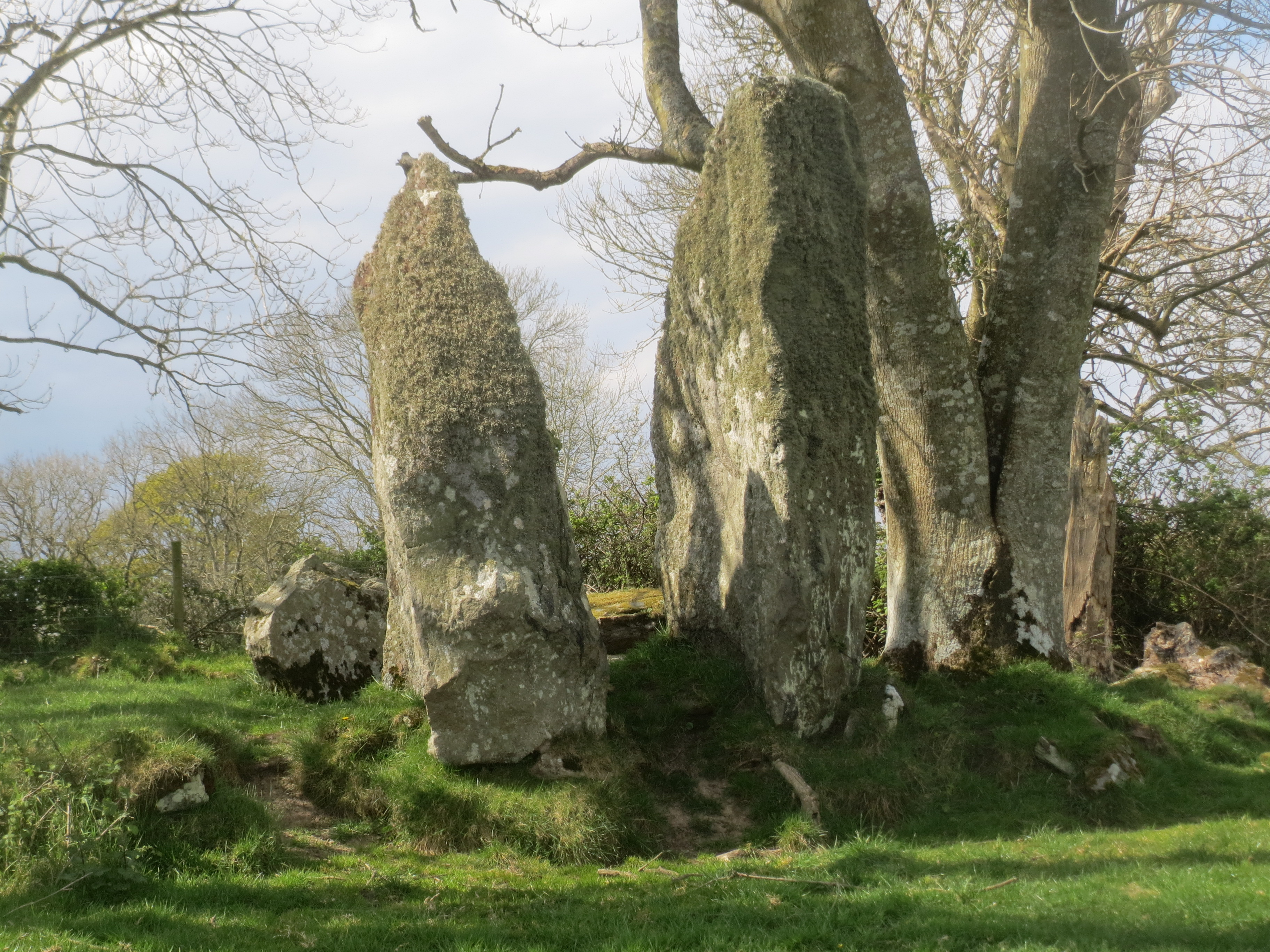
Carnaghan Portal Tomb

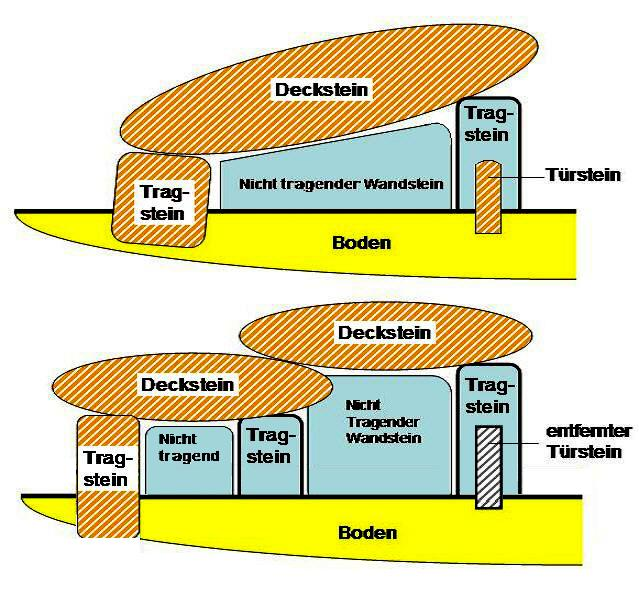
Schema irischer Portal Tombarten

Das zwischen 4000 und 2500 v. Chr. in der Jungsteinzeit errichtete Portal Tomb von Carnaghan (irisch Baile Mhic Cearnacháin) liegt südwestlich von Buncrana im County Donegal in Irland. Als Portal Tombs werden in Irland und Großbritannien Megalithanlagen bezeichnet, bei denen zwei gleich hohe, aufrecht stehende Steine mit einem Türstein dazwischen die Vorderseite einer Kammer bilden, die mit einem zum Teil gewaltigen Deckstein bedeckt ist.
Das Portal Tomb liegt am Rand mehrere Wiesen im Süden der ehemaligen Insel Inch, die mittels Damm mit dem Festland verbunden ist. In situ erhalten sind nur die beiden über 2,50 Meter hohen Portalsteine. Der Deckstein ist verschwunden. Ein paar Seitensteine (einer umgefallen) und einige Steine des durch Pflügen stark reduzierten Cairns überlebten.
Hinter dem Portal befindet sich eine große, sekundäre Steinkiste, die etwa 1,0 Meter tief ist und von einem etwa 2,4 × 1,8 Meter messenden Stein bedeckt ist, der auf kleineren Steinen aufliegt.